# Сухожильна оболонка
Сухожильна оболонка (лат. vagina tendinis, "піхва сухожилка") — це шар синовіальної оболонки навколо сухожилля. Вона і дозволяє сухожиллю розтягуватися і не прилягати до навколишньої фасції.
Він має два шари:
- синовіальна оболонка
- фіброзна сухожильна оболонка

Описана фіброма оболонки сухожилля. 